# Municipio de Pokagon
El municipio de Pokagon (en inglés: Pokagon Township) es un municipio ubicado en el condado de Cass en el estado estadounidense de Míchigan. En el año 2010 tenía una población de 2029 habitantes y una densidad poblacional de 22,89 personas por km².

## Geografía
El municipio de Pokagon se encuentra ubicado en las coordenadas 41°56′18″N 86°10′7″O / 41.93833, -86.16861. Según la Oficina del Censo de los Estados Unidos, el municipio tiene una superficie total de 88.65 km², de la cual 88,06 km² corresponden a tierra firme y (0,67 %) 0,59 km² es agua.

## Demografía
Según el censo de 2010, había 2029 personas residiendo en el municipio de Pokagon. La densidad de población era de 22,89 hab./km². De los 2029 habitantes, el municipio de Pokagon estaba compuesto por el 88,81 % blancos, el 5,62 % eran afroamericanos, el 0,84 % eran amerindios, el 0,64 % eran asiáticos, el 1,18 % eran de otras razas y el 2,91 % eran de una mezcla de razas. Del total de la población el 2,81 % eran hispanos o latinos de cualquier raza.